# Erdal Merdan

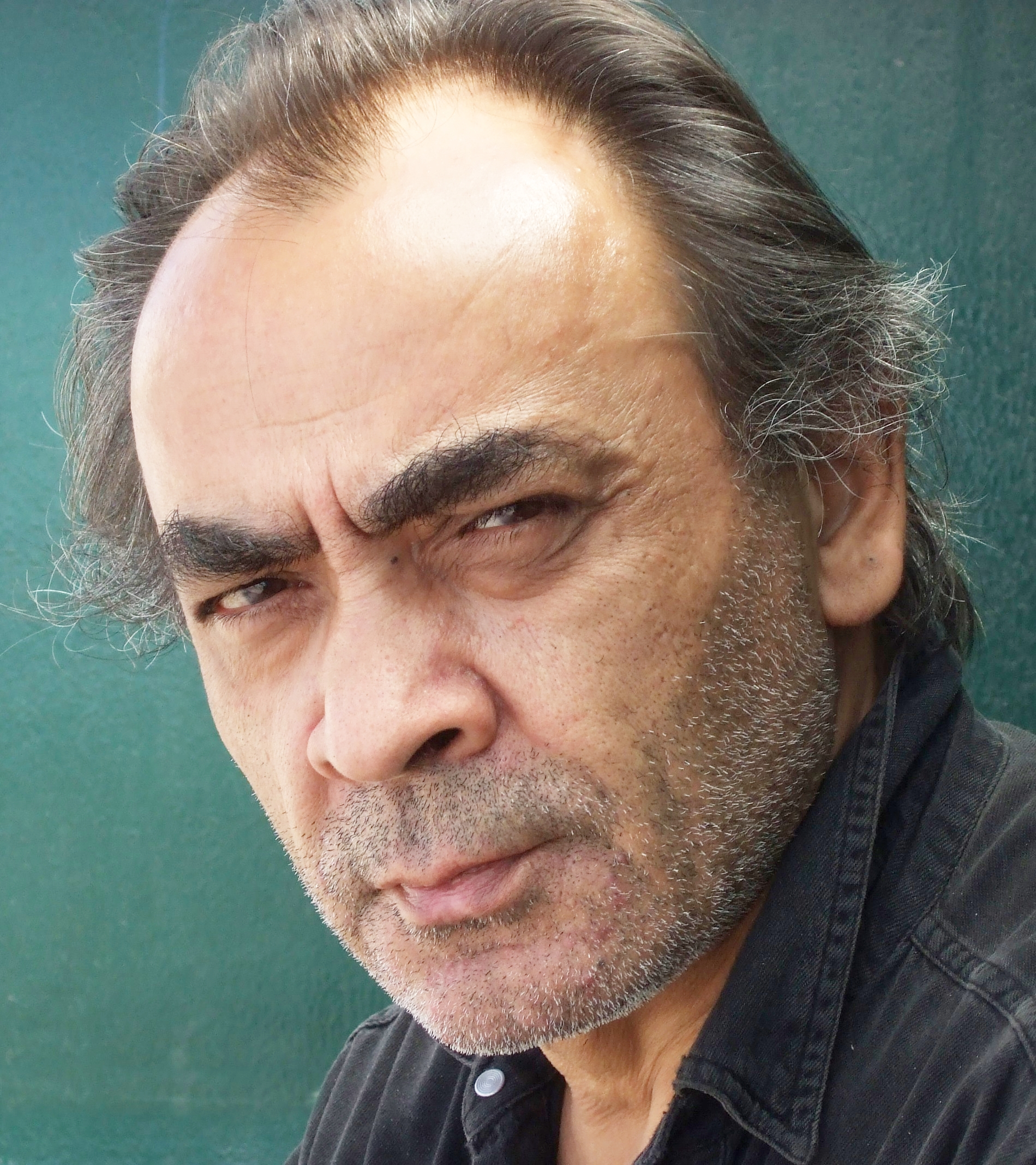
Erdal Merdan.

Erdal Merdan, (8 de abril de 1949, Kayseri – 24 de marzo de 2010, Brannenburg) fue un escritor, actor y director germanoturco.
Se fue a Alemania en 1969. Trabajó en la escena alemana. Además , la radio , el cine y la televisión. Protagonizó la película Viaje a la esperanza (1990), que recibió un Oscar.

## Obra
- Das Opferfest (1982)
- Freunde (1983)
- Aladdin und die müde Lampe (1986)
- Leyla, Leyla (1986)
- Ayschegül und der schwarze Esel (1991)
- Kindertheaterwerkstatt 1991 (1992)

## Filmografía
- Tod im U-Bahnschacht (1975)
- Bülbül ve Gül (1978)
- Alamanya, Alamanya – Germania, Germania (1979)
- Im Niemandsland (1983),
- Feuer für den großen Drachen (1984)
- Viaje a la esperanza (1990)
- Die chinesische Methode (1991)
- Gespenster (1994)
- Der Pirat (1998)

## Premios
- 1978: Who’s Who
- 1991: Literarisches Colloquium Berlin
- 1996: tz-Rose
- 1997: AZ-Stern des Jahres

## Biografías y referencias
- Otto J. Groeg: Who's who in the Arts: A Biographical Encyclopedia Containing Some 13,000 Biographies and Addresses of Prominent Personalities, Organizations, Associations and Institutions Connected with the Arts in the Federal Republic of Germany, Who's Who-Book & Publ., 1978